# Leptonetela turcica
Espèce
Leptonetela turcica est une espèce d'araignées aranéomorphes de la famille des Leptonetidae.

## Distribution
Cette espèce est endémique de la province de Kahramanmaraş en Turquie,. Elle se rencontre vers Andırın.

## Description
Le mâle holotype mesure 1,50 mm.

## Étymologie
Son nom d'espèce lui a été donné en référence au lieu de sa découverte, la Turquie.

## Publication originale
- Danışman & Coşar, 2021 : « A new species of the genus Leptonetela Kratochvil, 1978 (Araneae: Leptonetidae) from Turkey. » Acta Zoologica Bulgarica, vol. 73, no 4, p. 487-490.